# Рипатрансоне
Рипатрансоне (итал. Ripatransone) насеље је у Италији у округу Асколи Пичено, региону Марке.
Према процени из 2011. у насељу је живело 1695 становника. Насеље се налази на надморској висини од 487 м.

## Становништво
| 1931. | 1936. | 1951. | 1961. | 1971. | 1981. | 1991. | 2001. | 2011. |
| ----- | ----- | ----- | ----- | ----- | ----- | ----- | ----- | ----- |
| 7.757 | 8.358 | 8.998 | 7.580 | 5.321 | 4.390 | 4.358 | 4.356 | 4.341 |